# Józef Grajnert

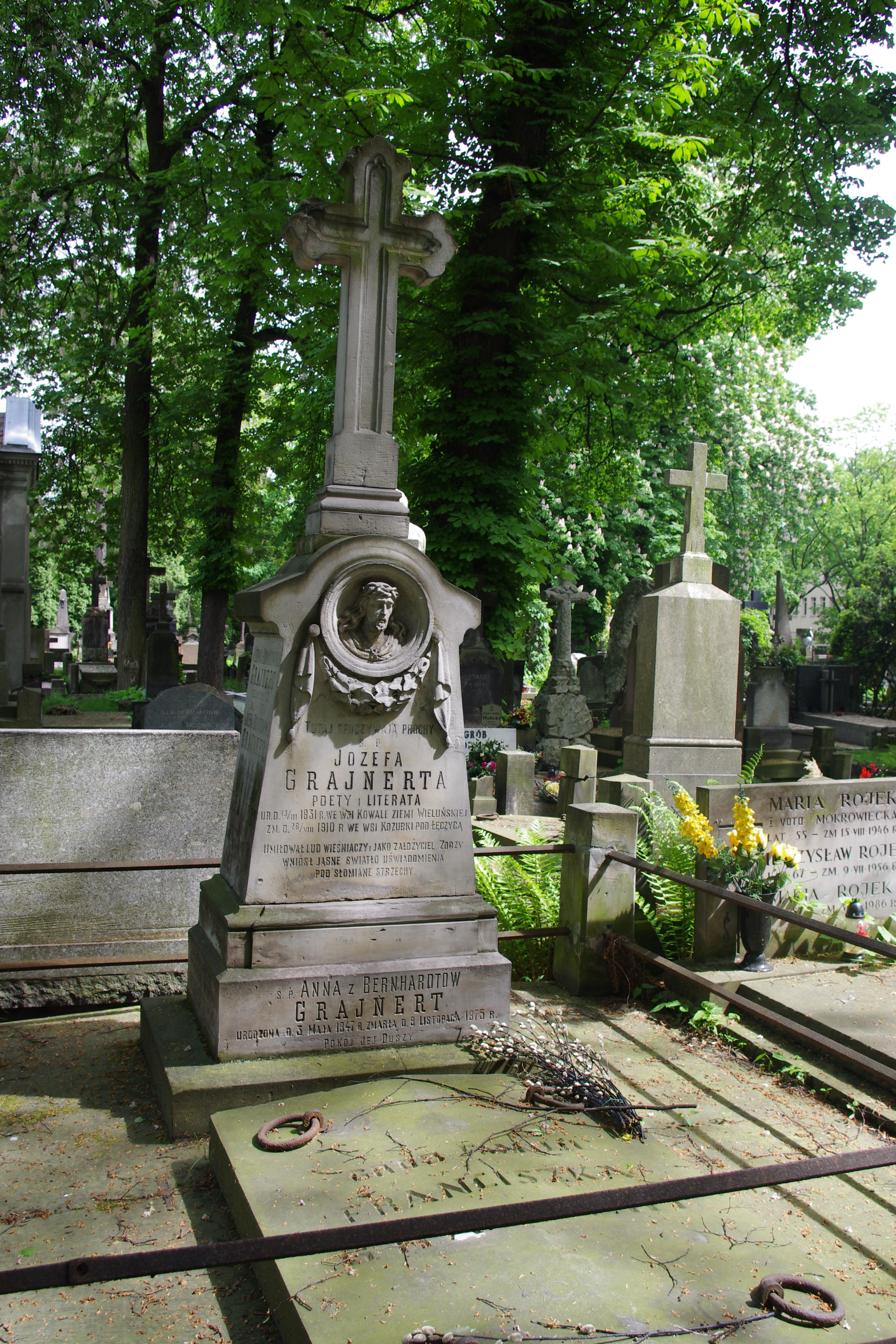
Grób literata Józefa Grajnerta na Starych Powązkach w Warszawie

Józef Grajnert (ur. 1831, zm. w sierpniu 1910 w Kozubkach pod Łęczycą) – polski działacz oświatowy, folklorysta, etnograf, pisarz, tłumacz i wydawca.

## Życiorys
Jako uczestnik powstania styczniowego aresztowany i zesłany na Sybir, gdzie spędził trzy lata. Po powrocie w roku 1866 założył pierwsze w Królestwie czasopismo ludowe „Zorza”, które redagował przez 20 lat. Założyciel czasopisma „Opiekun zwierząt”.
Badania nad folklorem rozpoczął w latach pięćdziesiątych XIX wieku. W 1859 wydał rozprawę „Studia nad podaniami ludu naszego”. Był jednym z autorów haseł do 28 tomowej Encyklopedii Powszechnej Orgelbranda z lat 1859–1868. Jego nazwisko wymienione jest w I tomie z 1859 roku na liście twórców zawartości tej encyklopedii.
Ponadto napisał „Podarunek dla ludu naszego” oraz „Podania, powiastki, pieśni i bajki” (1862-1863), „Legendy, powiastki i pieśni” (1893), „Legendy” (1904) oraz scenki rodzajowe dla teatrów amatorskich („Pan Łapcewicz”, „Natura wilka ciągnie do lasu”).
Przetłumaczył i wydał w 1873 (po raz pierwszy w języku polskim) powieść Juliusza Verne’a W osiemdziesiąt dni dookoła świata.
Członek Akademii Umiejętności.

### Życie prywatne
Był ojcem artysty malarza – Edwarda Grajnerta.
Zmarł w Kozubkach pod Łęczycą podczas polowania w majątku córki. Został pochowany na warszawskich Powązkach (kwatera 175-6-9/10).

## Dzieła
Był autorem cennych materiałowo szkiców popularyzatorskich:
- „Wycieczka na Podlasie” (Biblioteka Warszawska 1857)
- „Legenda o osiczynie i leszczynie” (Tygodnik Ilustrowany 1862)
- „O Kaszubach” (Czytelnia Niedzielna 1863)
- „O św. Marynusie” (Tygodnik Ilustrowany 1863)
- „Drzewa podaniowe” (Tygodnik Ilustrowany 1863)
- „O podaniach słowiańskich, a w szczególności o naszych” ("Koło Polskie"1866)
- „Sklepienie niebios w podaniach ludowych (Kalendarz Ungra 1867)
- „Kilka pieśni wojackich” (Kaliszanin 1882)
- „Zapiski etnograficzne z okolic Wielunia i Radomska” (ZWAK, t. VI, 1882)
- „Rok przedchrześcijański u nas” (Wędrowiec 1894)
- „Notatki o wsi Topoli” (Wisła t. XVII, 1903)